# El Dorado Templin
Koordinaten: 53° 5′ 38″ N, 13° 26′ 59″ O
Das El Dorado Templin ist ein Themenpark in Form einer Westernstadt bei Templin, etwa 70 Kilometer nördlich von Berlin. Er liegt mitten im Wald, unmittelbar am Südufer des Röddelinsees, und erstreckt sich über zirka 70.000 m².
Der Park ist seit 2006 jeweils von zirka April bis Oktober für Besucher geöffnet.

## Attraktionen

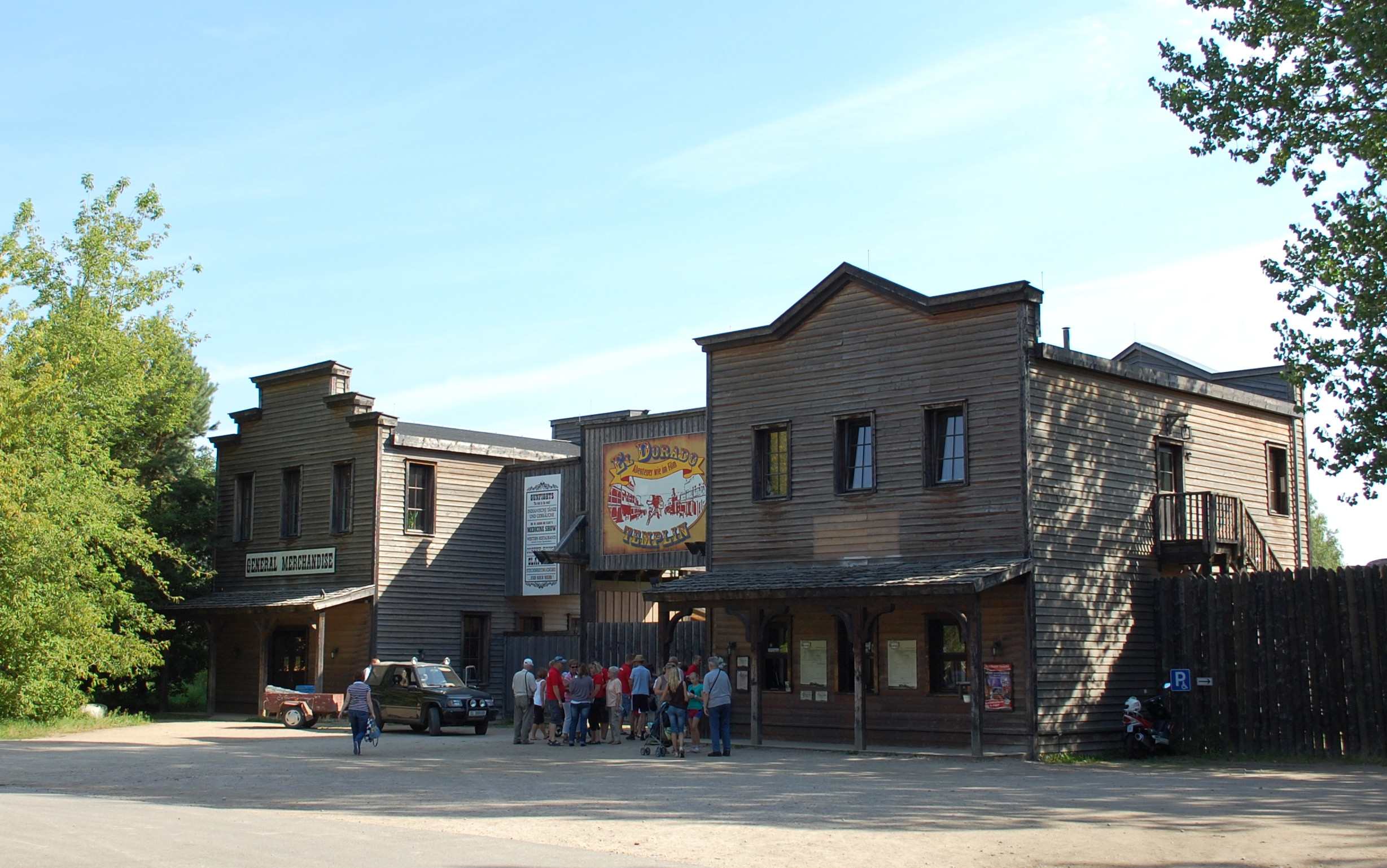
Eingang

Der Themenpark bietet den Besuchern Attraktionen und Shows im Western-Stil.
Das gesamte Aussehen der Stadt wurde möglichst originalgetreu nachgebaut. Neben einer Concert & Dance Hall und einem Saloon bietet die Westernstadt auch verschiedene Läden, ein Fotoatelier, eine mexikanische Kapelle, einen Friedhof und andere westerntypische Einrichtungen.
Im Fundus können sich die Besucher ein Kleid oder eine Kinder-Westernverkleidung ausleihen. Im Fotoatelier in der Mainstreet können außerdem Schwarzweißfotos erstellt werden. 

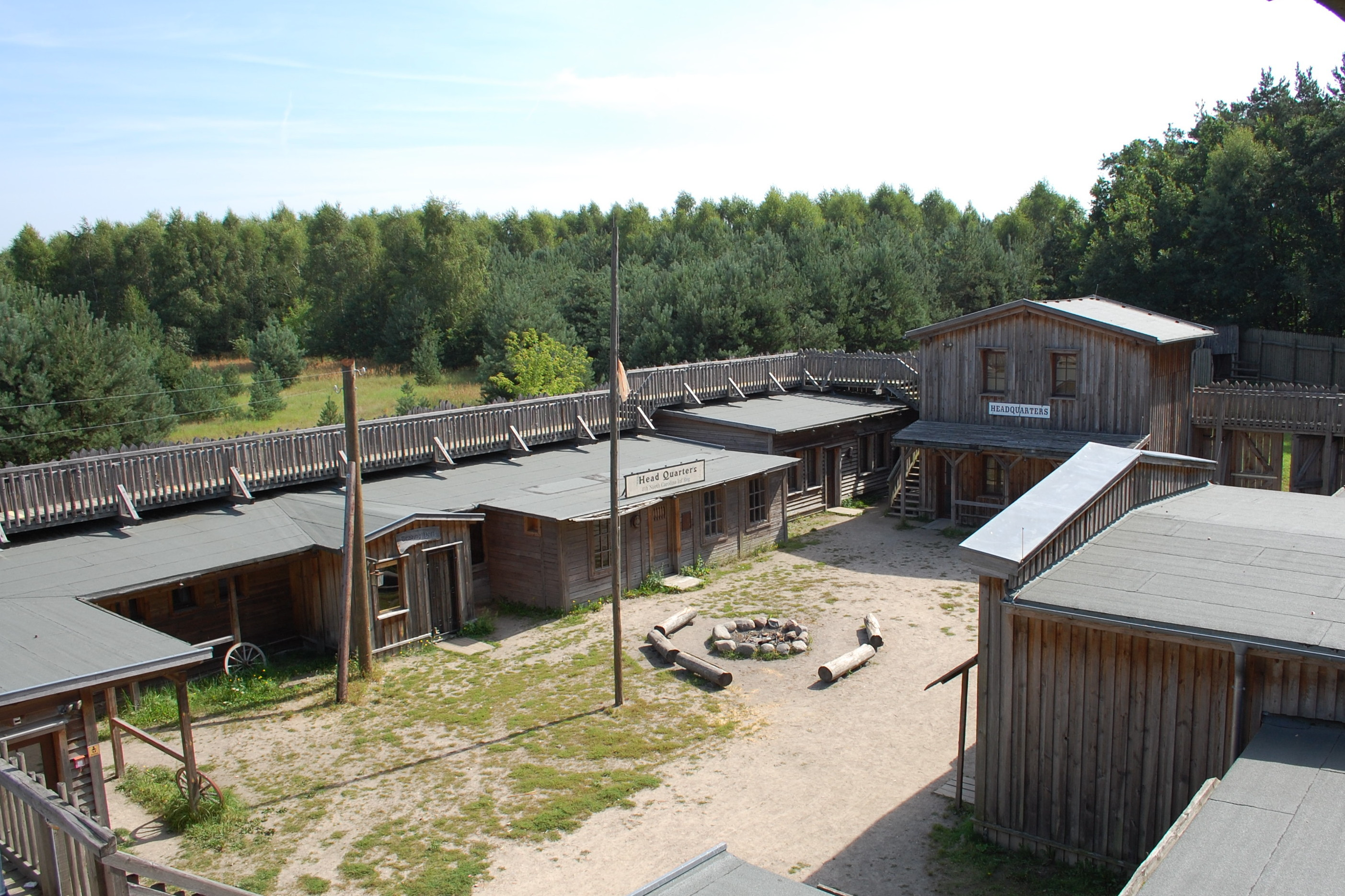
Fort

Ebenso werden verschiedene Attraktionen angeboten. So befindet sich auf dem Gelände ein Bachbett zur Goldwäsche. Hinter dem Fort können Kinder außerdem mit Metalldetektoren nach zuvor vergrabenen „Schätzen“ suchen. Ebenso können Besucher die Sportarten Bogenschießen und Axtwerfen ausprobieren. Auch ein Mechanischer Bulle befindet sich auf dem Parkgelände. Neben einem Streichelgehege wird vom Park der Nachbau einer Wells-Fargo-Postkutsche betrieben. Diese fährt mehrfach täglich von der Trail Station aus über das Parkgelände. 
Auf dem Gelände befindet sich ebenso der Nachbau eines Erdhauses der Mandan. Zur 20. Saison 2025 wurden außerdem mehrere neue Tipis erbaut. Ende Mai 2025 soll außerdem die sogenannte Old Elk Adventure Creek eröffnet werden, auf der Besucher mit einem Floß über ein Bachbett fahren können. Auf dem Gelände des ehemaligen Pionierlagers „Klim Woroschilow“ soll zusätzlich eine neue Ferienhaussiedlung entstehen. Der Spatenstich für das Eldorado Nature Village Templin soll noch Ende 2025 erfolgen.
Im Lauf des Jahres finden im Park zahlreiche Veranstaltungen statt. Neben dem Native American Weekend finden US-Car Treffen,  Rockfestivals und regelmäßige Line Dance Events statt. Zum Ende der Saison kommt es dann zur sogenannten Kids Halloween Week. Eine Woche lang wird dabei sich die Westernstadt „gruselig“ geschmückt. Zu diesem Anlass finden dann verschiedene Sondershows und ein Höhenfeuerwerk statt.

## Shows

### Western-Stuntshows

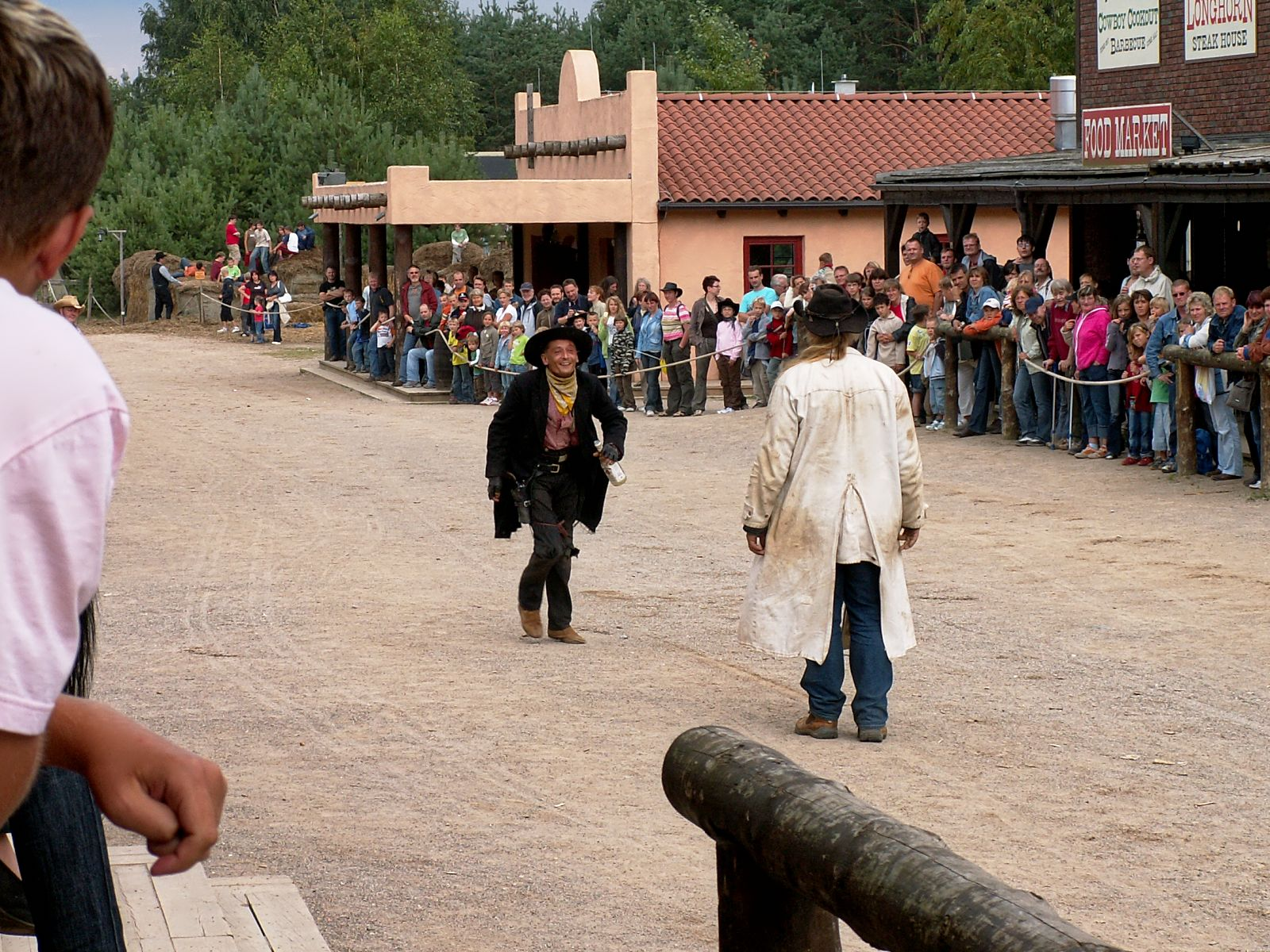
El Dorado Mainstreet

Auf dem Parkgelände werden mehrfach täglich Stuntshows der Eldorado Stuntcrew zusammen mit Darstellern der Stuntcrew vom Filmpark Babelsberg aufgeführt. Für die Aufführungen wurde extra eine Zuschauertribüne und eine Kulisse gebaut. Die abendliche Vorführung findet hingegen auf der Mainstreet statt.

### Native American Show
Während der Shows von Kendall Grand Old Elk und Maria Old Elk wird vom Park wissenswertes über die Kulturgeschichte der amerikanischen Ureinwohner vermittelt. Die Tänze und Lieder werden dabei traditionell in aufwendiger Handarbeit gefertigten Kleidern aufgeführt.
Einmal jährlich findet das sogenannte Native American Weekend statt. Am Himmelfahrtswochenende und Pfingsten besuchen zahlreiche Native Americans verschiedener Stämme den Park. Das El Dorado versucht dabei durch Shows und persönliche Gespräche wissenswertes aus der Kulter der Apsalooke, Blackfoot, Navajo und der anderen Volksstämme aus den USA und Kanada zu vermitteln.

## Fernsehproduktionen
Die Westernstadt war mehrmals Kulisse für Film- und Fernsehproduktionen, Werbespots, Musikvideos und Imagetrailer.
Im El Dorado wurden für die Serie Anna und die Liebe, Deine Chance! 3 Bewerber – 1 Job, Welt der Wunder, den Film Spiel mir das Lied und du bist tot!, das Musikvideo Jein 2010 von Fettes Brot, Poker Face von Meg Pfeiffer, den ARD Musikdampfer sowie für einen Werbespot der Firma Burger King gedreht.

## Übernachtungsmöglichkeiten und Veranstaltungsräume
Übernachtungsmöglichkeiten stehen mit dem Hotel direkt in der Mainstreet, den Ranchhäusern am Ufer des Röddelinsees und im original nachgebauten Westernfort zur Verfügung.
Im Saloon ist eine originalgetreue Einrichtung im Westernstil mit 90 Sitzplätzen vorhanden, bei Einbeziehung des Obergeschosses besteht eine Kapazität von 150 Sitzplätzen. Die Concert & Dance Hall hat 400 Sitzplätze auf zwei Ebenen. Im unteren Bereich befindet sich einen Bühne, die auch von der Galerie aus einzusehen ist, sowie eine Tanzfläche. Die Beaver Lodge, eine rustikal stilecht eingerichtete Blockhütte, und das Mandan-Erdhaus, die traditionelle Unterkunft der Mandan-Indianer, sind geeignet für die Durchführung von kleineren Veranstaltungen oder Seminaren.